# Adrian Păunescu
Adrian Păunescu (Copăceni, hoy Moldavia, 20 de julio de 1943 - 5 de noviembre de 2010) fue un poeta, periodista y político rumano.

## Juventud
Nacido en Copăceni, en el distrito de Bălţi, parte de lo que hoy en día es la República de Moldavia (entonces Rumanía), Păunescu pasó su infancia en el distrito rumano de Dolj. Su padre había sido miembro del Partido Nacional Liberal de Rumanía antes de la Segunda Guerra Mundial y fue por eso condenado por las autoridades comunistas a pasar 15 años en la cárcel. Por la misma razón a Adrian Păunescu se le negó la entrada en la universidad durante tres años.
Adrian Păunescu estudió filología en la Universidad de Bucarest y llegó a ser escritor y periodista. Fue una persona pública influyente en los años '70 y al principio de los años '80, llegando hasta el círculo íntimo de Nicolae Ceauşescu. Afirmó en repetidas ocasiones su preferencia para las ideas de izquierda inspiradas por el movimiento Nueva Izquierda (aparecido en los años '60 en los Estados Unidos) en oposición con la mentalidad estalinista de los gobernantes rumanos de ese tiempo. Las opiniones sobre la actuación política de Păunescu en ese tiempo son divididas, pero él suele afirmar con orgullo que era la única persona que a veces se atrevía a decir a Ceauşescu que el dictador se estaba equivocando.

## Flacăra (La Llama)
Păunescu fue miembro de la Unión de la Juventud Comunista ("UTC" en rumano) entre 1966 y 1968 y del Partido Comunista Rumano entre 1968 y 1989. Păunescu obtuvo el mando de la importante publicación semanal "Flacăra" ("La llama") y después organizó el único espectáculo itinerante de música folk y pop del país, "Cenaclul Flacăra", fundado en 1973. Ahí Păunescu solía recitar poesías, además de presentar a los artistas. El éxito de "Cenaclul Flacăra" entre los jóvenes fue tremendo, puesto que, a pesar de unos minutos obligatorios dedicados a alabar al partido comunista y a Ceauşescu, había una libertad insólita para la Rumanía de aquellos tiempos y también se escuchaban discos (y se veían vídeos) de artistas y bandas populares en Occidente.
Durante un espectáculo de 1985 en Ploieşti empezó una tormenta. El electricista del estadio advirtió que el sistema de sonido no estaba protegido contra el agua y que sería mejor suspender el espectáculo. Păunescu prefirió dar una respuesta poética "Nosotros, los de Cenaclul Flacăra, podemos vencer cualquier cosa, incluso la tormenta" y pidió que se cerrasen las puertas. Pero la tormenta causó un cortocircuito, que apagó la luz en el estadio. La gente empezó a correr hasta las puertas, pero estas estaban cerradas. Varias personas murieron o fueron heridas en la estampida. Este grave incidente fue ocultado por las autoridades comunistas, que, sin embargo, dieron a Păunescu una advertencia.

## Carrera política
Después de la revolución rumana de 1989 Păunescu siguió afirmando sus ideas de izquierda, formando parte del Partido Socialista Obrero y después del Partido Social Demócrata.
En 1996 fue candidato en las elecciones presidenciales y fue votado por 87.163 rumanos (0,69%). Fue senador de Dolj entre 1992 y 2004 y desde 2004 es senador de Hunedoara, representando al Partido Social Demócrata.
Păunescu fue considerado en algunos círculos "el poeta de la Corte" de Ceauşescu. Otros, debido a la ambigüedad de sus posiciones hacia Ceauşescu y su política, consideran a Păunescu uno de los disidentes más importantes. De hecho, Păunescu expresó también críticas abiertas al régimen, tanto en sus poesías, como en su libro de reportajes literarios De la Bârca la Viena donde narra su primer viaje al "mundo capitalista". Algunos llegan incluso a hacer una distinción entre "el poeta" Adrian Păunescu y "el político" Adrian Păunescu. En cualquier caso, Păunescu es uno de los escritores rumanos más controvertidos.

## Muerte
Con 67 años, Adrian Păunescu fue ingresado el 26 de octubre de 2010 en la unidad de cuidados intensivos del hospital Floreasca Emergency de Bucarest presentando un fallo multiorgánico causado por un edema pulmonar. Se certificó su defunción a las 7.15 del 5 de noviembre de 2010. El presidente de Rumanía  Traian Băsescu en su elogio fúnebre mencionó únicamente sus contribuciones artísticas.

## Libros
- Ultrasentimente (1965)
- Mieii primi (1966)
- Fântâna somnambulă (1968)
- Cărțile poștale ale morții (1970)
- Aventurile extraordinare ale lui Hap și Pap (1970)
- Viata de exceptii (1971)
- Sub semnul întrebării (1971)
- Istoria unei secunde (1971)
- Lumea ca lume (1973)
- Repetabila povară (1974)
- Pământul deocamdată (1976)
- Poezii de până azi (1978)
- Sub semnul întrebării (1979)
- Manifest pentru sănătatea pământului (1980)
- Iubiți-vă pe tunuri (1981)
- De la Bârca la Viena și înapoi (1981)
- Rezervația de zimbri (1982)
- Totuși iubirea (1983)
- Manifest pentru mileniul trei (1984)
- Manifest pentru mileniul trei (1986)
- Locuri comune (1986)
- Viața mea e un roman(1987)
- Într-adevăr (1988)
- Sunt un om liber (1989)
- Poezii cenzurate (1990)
- Romaniada (1993–1994)
- Bieți lampagii (1993–1994)
- Noaptea marii beții (1993–1994)
- Front fără învingători (1995)
- Infracțiunea de a fi (1996)
- Tragedia națională (1997)
- Deromânizarea României (1998)
- Cartea Cărților de Poezie (1999)
- Meserie mizarabilă, sufletul (2000)
- Măștile însîngerate (2001)
- Nemuritor la zidul morții (2001)
- Până la capăt (2002)
- Liber să sufăr (2003)
- Din doi în doi (2003)
- Eminamente (2003)
- Cartea Cărților de Poezie (2003)
- Logica avalanșei (2005)
- Antiprimăvara (2005)
- Ninsoarea de adio (2005)
- Un om pe niște scări (2006)
- De mamă și de foaie verde (2006)
- Copaci fără pădure (2006)
- Vagabonzi pe plaiul mioritic (2007)
- Rugă pentru părinți (2007)
- Încă viu (2008)
- Libertatea de unică folosință (2009)